# راندولف راس
راندولف راس (انگلیسی: Randolph Ross؛ زادهٔ ۲۰۰۱) دونده اهل ایالات متحده آمریکا است.